# Ватье, Пьер (ориенталист)
Пьер Ватье́ (фр. Pierre Vattier; 1623 год, Монтрёй-л’Аржийе (fr:Montreuil-l'Argillé) — 7 апреля 1667 года, Париж) — французский врач и ориенталист; профессор арабского языка в Коллеж де Франс и переводчик Авиценны.

## Биография
Родился в 1623 г. близ города Лизьё; в молодости занимался естественной историей и медициной; глубокое уважение к Авиценне побудило его изучить арабский язык, чтобы читать его в подлиннике. Став доктором медицины и лейб-медиком Гастона, герцога Орлеанского, Ватье получил в 1658 году кафедру арабского языка в Коллеж де Франс в Париже; занимал эту должность до самой смерти 7 апреля 1667 г.

## Труды
- Два физиологических трактата;
- примечания на разные книги Гиппократа и Галена.

Переводы
Несмотря на уважение к нему знаменитого Бошара, труды Ватье потеряли ту новизну, которую имели для современников; его переводы с восточных языков наполнены ошибками, где собственные имена испорчены; они остались памятниками его трудолюбия.
- Эль-Макин, «L’Histoire mahométane, contenant un Abrégé chronologique de l’histoire musulmane en général, depuis Mahomet jusques au règne des Français en la Terre-Sainte, avec un sommaire de l’histoire des Mussulmans ou Sarrazins en Espagne, extrait de Rodrigue Ximenes» (Париж, 1657);
- Ахмед-ибн-Арабшах, «История Тимура»:
  - «Histoire du grand Tamerlan» (Париж, 1658);
  - «Portrait du grand Tamerlan, avec la suite de son histoire, jusques à l'établissement de l’empire du Mogol» (1658);
- трактат Авиценны «О логике» («La Logique, où les règles de celle d’Aristote tenues jusques à présent pour infaillibles, sont judicieusement examinées et corrigées en plusieurs endroits» (1658)
- Аристотель, «De l’Amitié, livre premier, huitième de la Morale à Nicomachus, traduit fidèlement sur le grec, avec des remarques ou réflexions qui peuvent servir de commentaire, suivant la doctrine des Nouvelles Pensées sur la nature des passions» (1659).
- Авиценна, «De Morbis mentis tractatus, editus in specimen normae medicorum universae, ex arabico in latinum de integro conversae» (1659)
- Al-Tograi, «L'Élégie du Tograï, avec quelques sentences tirées des poètes arabes, l’Hymne d’Avicenne et les Proverbes du chalife Gali; le tout nouvellement traduit de l’arabe» (1660)
- Al-Sayzari, «L’Onirocrite mussulman, ou la Doctrine et interpretation des songes selon les Arabes, par Gabdorrhachaman fils de Nasar» (1664)
- Ibn al-Khafif, «L'Égypte, où il est traité des pyramides, du débordement du Nil et des autres merveilles de cette province selon les opinions et traditions des Arabes» (1666)